# Campeonato Africano das Nações de 2017
O Campeonato Africano das Nações(português angolano), Taça das Nações Africanas (português europeu) ou Copa Africana de Nações (português brasileiro) de 2017 foi a 31ª edição do torneio organizado pela Confederação Africana de Futebol (CAF). Foi realizado entre 14 de janeiro a 5 de fevereiro no Gabão, pela segunda vez. O torneio foi programado para ser hospedado pela Líbia, porém a CAF rescindiu os direitos de hospedagem em agosto de 2014 devido a guerra em curso no país.
Camarões conquistou o quinto título ao vencer o Egito na final por 2–1. Como campeão da Copa Africana de Nações de 2017, os camaroneses se classificaram para a Copa das Confederações FIFA de 2017 a ser realizada na Rússia.

## Candidatura
Oito países expressaram interesse em sediar a Copa Africana de Nações de 2015 ou 2017, mas apenas três apresentaram uma candidatura: África do Sul, Marrocos e República Democrática do Congo. As autoridades da Confederação Africana de Futebol iniciaram uma inspeção nos países entre novembro e dezembro de 2010. Após a inspeção na República Democrática do Congo, o país anunciou sua desistência na tentativa de sede, levando o Marrocos e a África do Sul como únicos candidatos.
Em 29 de janeiro de 2011, durante a realização da Supercopa Africana, a CAF anunciou o Marrocos como sede da Copa Africana de 2015 e a África do Sul como sede do torneio de 2017. No entanto, devido a Guerra Civil da Líbia, Líbia e África do Sul entraram em acordo para que a África do Sul sediasse em 2013 e a Líbia teria a hospedagem em 2017.

### Segunda licitação
Depois que a Líbia perdeu o direito de hospedagem do torneio em 2014, a CAF anunciou que receberia pedidos para novos anfitriões até 30 de setembro de 2014 e que os anfitriões substitutos seriam anunciados em 2015. Logo em seguida, o anúncio do anfitrião foi programado para ocorre em 8 de abril de 2015.
Sete países apresentaram lances para sediar o torneio: Argélia, Egito, Gabão, Gana, Quênia, Sudão e Zimbábue. Em 8 de abril de 2015, o presidente da Confederação Africana de Futebol anunciou que o Gabão organizaria o torneio em 2017.

## Eliminatórias

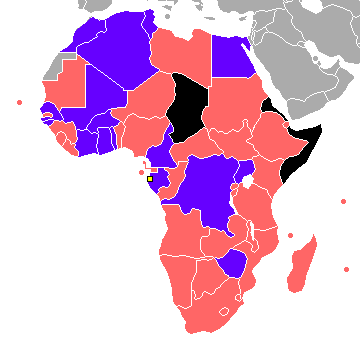
Classificado
Não se classificou
Não participou

O processo de qualificação iniciou-se com 51 seleções na disputa por 15 vagas no torneio. Apenas o Eritreia e a Somália não se inscreveram e o Gabão não participou por ser a sede original e possuir a vaga automática.
As eliminatórias foram compostas de quatro fases, sendo as três primeiras disputados em jogos de ida e volta entre as 30 seleções piores classificadas no ranking da CAF. Na última fase, disputada no sistema de grupos, entraram as 21 seleções de melhor ranking mais as restantes das etapas anteriores, divididas em sete grupos de quatro equipe cada. A melhor equipe de cada grupo e os dois melhores terceiros colocados entre todos os grupos se classificaram para o torneio.

### Seleções classificadas
| País            | Classificada como   | Presenças anteriores |
| --------------- | ------------------- | --- |
| Gabão           | Anfitrião           | 6 (1994, 1996, 2000, 2010, 2012, 2015)                                                                                             |
| Guiné-Bissau    | Vencedor do Grupo E | estreante |
| Zimbabwe        | Vencedor do Grupo L | 2 (2004, 2006) |
| Mali            | Vencedor do Grupo C | 8 (1972, 1994, 2002, 2004, 2008, 2010, 2012, 2013 e 2015)                                                                          |
| Argélia         | Vencedor do Grupo J | 17 (1968, 1980, 1982, 1984, 1986, 1988, 1990, 1992, 1996, 1998, 2000, 2002, 2004, 2010, 2013, 2015)                                |
| Tunísia         | Vencedor do Grupo A | 16 (1962, 1963, 1965, 1978, 1982, 1994, 1996, 1998, 2000, 2002, 2004, 2006, 2008, 2010, 2012, 2013)                                |
| Egito           | Vencedor do Grupo G | 22 (1957, 1959,1962, 1963,1970,1974, 1976, 1980,1984, 1986, 1988, 1990, 1992, 1994,1996, 1998, 2000, 2002, 2004, 2006, 2008, 2010) |
| Marrocos        | Vencedor do Grupo F | 16 (1972, 1976, 1978, 1980, 1986, 1988, 1992, 1998, 2000, 2002, 2004, 2006, 2008, 2012, 2013)                                      |
| Camarões        | Vencedor do Grupo M | 16 (1970, 1972, 1982, 1984, 1986, 1988, 1990, 1992, 1996, 1996, 2000, 2002, 2004, 2006, 2008, 2010)                                |
| Uganda          | Melhor 2º           | 5 (1962, 1968, 1974, 1976, 1978)                                                                                                   |
| Burquina Fasso  | Vencedor do Grupo D | 11 (1978, 1996, 1998, 2000, 2002, 2004, 2010, 2012, 2013, 2015)                                                                    |
| Senegal         | Vencedor do Grupo K | 14 (1965, 1968, 1986, 1990, 1992, 1994, 2000, 2002, 2004, 2006, 2008, 2012, 2012, 2015)                                            |
| Costa do Marfim | Vencedor do Grupo I | 20 (1965, 1968, 1970, 1974, 1980, 1984, 1986, 1988, 1990, 1992, 1994, 1996, 1996, 2000, 2002, 2006, 2008, 2010, 2012, 2013, 2015)  |
| Gana            | Vencedor do Grupo H | 19 (1963, 1965, 1968, 1970, 1978, 1980, 1982, 1984, 1992, 1994, 1996, 1996, 2000, 2002, 2006, 2008, 2010, 2012, 2013)              |
| Togo            | Melhor 2º           | 7 (1972, 1984, 1998, 2000, 2002, 2006,2013)                                                                                        |
| RD Congo        | Vencedor do Grupo B | 16 (1965, 1968, 1970, 1972, 1974, 1976, 1988, 1992, 1994, 1996, 1996, 2000, 2002, 2004, 2006, 2013, 2015)                          |

## Sedes oficiais
As sedes foram definidas em outubro de 2016.
| Libreville          | Franceville            | Libreville Franceville Port-Gentil Oyem | Port-Gentil            | Oyem               |
| Estádio de Angondjé | Estádio de Franceville | Libreville Franceville Port-Gentil Oyem | Estádio de Port-Gentil | Estádio de Oyem    |
| Capacidade: 40 000  | Capacidade: 22 000     | Libreville Franceville Port-Gentil Oyem | Capacidade: 20 200     | Capacidade: 20 031 |
|                     |                        | Libreville Franceville Port-Gentil Oyem |                        |                    |

## Sorteio
O sorteio para a Copa Africana de Nações de 2017 foi realizado em 19 de outubro de 2016 em Libreville, Gabão. Para a composição dos potes, foi levado em consideração as participações anteriores no Campeonato Africano das Nações, nas qualificações para os Campeonatos Africanos e Copa do Mundo, além dos resultados da Copa do Mundo de 2014. Gabão foi designado ao grupo A por ser anfitrião do torneio.
| Pote 1                                                                     | Pote 2                                                                           | Pote 3                                                                  | Pote 4                                                                   |
| -------------------------------------------------------------------------- | -------------------------------------------------------------------------------- | ----------------------------------------------------------------------- | ------------------------------------------------------------------------ |
| Gabão (sede) Costa do Marfim (63.5 pts) Gana (56.5 pts) Argélia (43.5 pts) | Tunísia (34.5 pts) Mali (33.5 pts) Burquina Fasso (33.5 pts) RD Congo (29.5 pts) | Camarões (29 pts) Senegal (24 pts) Marrocos (18.5 pts) Egito (15.5 pts) | Togo (15.5 pts) Uganda (12 pts) Zimbabwe (10 pts) Guiné-Bissau (8.5 pts) |

## Equipe de arbitragem
Os seguintes árbitros foram nomeados para o torneio:
| - BOT Joshua Bondo - MTN Ali Lemghaifry - GAM Bakary Gassama - ETH Bamlak Tessema Weyesa - SEY Bernard Camille - MAR Rédouane Jiyed | - GAB Eric Otogo-Castane - EGY Ghead Grisha - MAD Hamada Nampiandraza - ZAM Janny Sikazwe - MLI Mahamadou Keita - SEN Malang Diedhiou | - TUN Youssef Essrayri - ALG Mehdi Abid Charef - CMR Sidi Alioum - CIV Denis Dembélé - RSA Daniel Bennett |

## Fase de grupos
|  | Equipes classificadas às quartas de final |
|  | Equipes eliminadas                        |

Todas as partidas seguem o fuso horário do Gabão (UTC+1).

### Grupo A
| Pos. | Seleção        | P | J | V | E | D | GP | GC | SG |
| ---- | -------------- | - | - | - | - | - | -- | -- | -- |
| 1    | Burquina Fasso | 5 | 3 | 1 | 2 | 0 | 4  | 2  | +2 |
| 2    | Camarões       | 5 | 3 | 1 | 2 | 0 | 3  | 2  | +1 |
| 3    | Gabão          | 3 | 3 | 0 | 3 | 0 | 2  | 2  | 0  |
| 4    | Guiné-Bissau   | 1 | 3 | 0 | 1 | 2 | 2  | 5  | –3 |

| 14 de janeiro | Gabão          | 1 – 1     | Guiné-Bissau    | Estádio de Angondjé, Libreville |
| 17:00         | Aubameyang 53' | Relatório | J. Soares 90+1' | Árbitro: EGY Ghead Grisha       |

| 14 de janeiro | Burquina Fasso | 1 – 1     | Camarões      | Estádio de Angondjé, Libreville |
| 20:00         | Dayo 75'       | Relatório | Moukandjo 35' | Árbitro: ZAM Janny Sikazwe      |

| 18 de janeiro | Gabão                | 1 – 1     | Burquina Fasso | Estádio de Angondjé, Libreville |
| 17:00         | Aubameyang 38' (pen) | Relatório | Nakoulma 23'   | Árbitro: GAM Bakary Gassama     |

| 18 de janeiro | Camarões                       | 2 – 1     | Guiné-Bissau | Estádio de Angondjé, Libreville |
| 20:00         | Siani 61' · Ngadeu-Ngadjui 78' | Relatório | Piqueti 13'  | Árbitro: TUN Youssef Essrayri   |

| 22 de janeiro | Guiné-Bissau | 0 – 2     | Burquina Fasso                        | Estádio de Franceville, Franceville |
| 20:00         |              | Relatório | Rudinilson 12' (g.c.) · B. Traoré 58' | Árbitro: ETH Bamlak Tessema Weyesa  |

| 22 de janeiro | Camarões | 0 – 0     | Gabão | Estádio de Angondjé, Libreville |
| 20:00         |          | Relatório |       | Árbitro: RSA Daniel Bennett     |

### Grupo B
| Pos. | Seleção  | P | J | V | E | D | GP | GC | SG |
| ---- | -------- | - | - | - | - | - | -- | -- | -- |
| 1    | Senegal  | 7 | 3 | 2 | 1 | 0 | 6  | 2  | +4 |
| 2    | Tunísia  | 6 | 3 | 2 | 0 | 1 | 6  | 5  | +1 |
| 3    | Argélia  | 2 | 3 | 0 | 2 | 1 | 5  | 6  | –1 |
| 4    | Zimbabwe | 1 | 3 | 0 | 1 | 2 | 4  | 8  | –4 |

| 15 de janeiro | Argélia         | 2 – 2     | Zimbabwe                         | Estádio de Franceville, Franceville |
| 17:00         | Mahrez 12', 82' | Relatório | Mahachi 17' · Mushekwi 29' (pen) | Árbitro: ETH Bamlak Tessema Weyesa  |

| 15 de janeiro | Tunísia | 0 – 2     | Senegal                    | Estádio de Franceville, Franceville |
| 20:00         |         | Relatório | Mané 10' (pen) · Mbodj 30' | Árbitro: CMR Sidi Alioum            |

| 19 de janeiro | Argélia     | 1 – 2     | Tunísia                            | Estádio de Franceville, Franceville |
| 17:00         | Hanni 90+1' | Relatório | Mandi 50' (g.c.) · Sliti 66' (pen) | Árbitro: SEY Bernard Camille        |

| 19 de janeiro | Senegal              | 2 – 0     | Zimbabwe | Estádio de Franceville, Franceville |
| 20:00         | Mané 9' · Saivet 14' | Relatório |          | Árbitro: MAR Rédouane Jiyed         |

| 23 de janeiro | Senegal            | 2 – 2     | Argélia          | Estádio de Franceville, Franceville |
| 20:00         | Diop 44' · Sow 54' | Relatório | Slimani 10', 52' | Árbitro: BOT Joshua Bondo           |

| 23 de janeiro | Zimbabwe               | 2 – 4     | Tunísia                                                  | Estádio de Angondjé, Libreville |
| 20:00         | Musona 43' · Ndoro 58' | Relatório | Sliti 10' · Msakni 22' · Khenissi 36' · Khazri 45' (pen) | Árbitro: CIV Denis Dembélé      |

### Grupo C
| Pos. | Seleção         | P | J | V | E | D | GP | GC | SG |
| ---- | --------------- | - | - | - | - | - | -- | -- | -- |
| 1    | RD Congo        | 7 | 3 | 2 | 1 | 0 | 6  | 3  | +3 |
| 2    | Marrocos        | 6 | 3 | 2 | 0 | 1 | 4  | 2  | +2 |
| 3    | Costa do Marfim | 2 | 3 | 0 | 2 | 1 | 2  | 3  | –1 |
| 4    | Togo            | 1 | 3 | 0 | 1 | 2 | 2  | 6  | –4 |

| 16 de janeiro | Costa do Marfim | 0 – 0     | Togo | Estádio de Oyem, Oyem           |
| 17:00         |                 | Relatório |      | Árbitro: GAB Eric Otogo-Castane |

| 16 de janeiro | RD Congo      | 1 – 0     | Marrocos | Estádio de Oyem, Oyem            |
| 20:00         | Kabananga 55' | Relatório |          | Árbitro: MAD Hamada Nampiandraza |

| 20 de janeiro | Costa do Marfim    | 2 – 2     | RD Congo                   | Estádio de Oyem, Oyem      |
| 17:00         | Bony 25' · Die 67' | Relatório | Kebano 10' · Kabananga 28' | Árbitro: ZAM Janny Sikazwe |

| 20 de janeiro | Marrocos                                   | 3 – 1     | Togo       | Estádio de Oyem, Oyem        |
| 20:00         | Bouhaddouz 14' · Saïss 21' · En-Nesyri 72' | Relatório | Dossevi 5' | Árbitro: MLI Mahamadou Keita |

| 24 de janeiro | Marrocos   | 1 – 0     | Costa do Marfim | Estádio de Oyem, Oyem    |
| 20:00         | Alioui 64' | Relatório |                 | Árbitro: CMR Sidi Alioum |

| 24 de janeiro | Togo     | 1 – 3     | RD Congo                                | Estádio de Port-Gentil, Port-Gentil |
| 20:00         | Laba 69' | Relatório | Kabananga 29' · Mubele 54' · M'Poku 80' | Árbitro: SEN Malang Diedhiou        |

### Grupo D
| Pos. | Seleção | P | J | V | E | D | GP | GC | SG |
| ---- | ------- | - | - | - | - | - | -- | -- | -- |
| 1    | Egito   | 7 | 3 | 2 | 1 | 0 | 2  | 0  | +2 |
| 2    | Gana    | 6 | 3 | 2 | 0 | 1 | 2  | 1  | +1 |
| 3    | Mali    | 2 | 3 | 0 | 2 | 1 | 1  | 2  | −1 |
| 4    | Uganda  | 1 | 3 | 0 | 1 | 2 | 1  | 3  | –2 |

| 17 de janeiro | Gana              | 1 – 0     | Uganda | Estádio de Port-Gentil, Port-Gentil |
| 17:00         | A. Ayew 32' (pen) | Relatório |        | Árbitro: BOT Joshua Bondo           |

| 17 de janeiro | Mali | 0 – 0     | Egito | Estádio de Port-Gentil, Port-Gentil |
| 20:00         |      | Relatório |       | Árbitro: RSA Daniel Bennett         |

| 21 de janeiro | Gana     | 1 – 0     | Mali | Estádio de Port-Gentil, Port-Gentil |
| 17:00         | Gyan 21' | Relatório |      | Árbitro: ALG Mehdi Abid Charef      |

| 21 de janeiro | Egito    | 1 – 0     | Uganda | Estádio de Port-Gentil, Port-Gentil |
| 20:00         | Said 89' | Relatório |        | Árbitro: SEN Malang Diedhiou        |

| 25 de janeiro | Egito        | 1 – 0     | Gana | Estádio de Port-Gentil, Port-Gentil |
| 20:00         | M. Salah 11' | Relatório |      | Árbitro: GAM Bakary Gassama         |

| 25 de janeiro | Uganda   | 1 – 1     | Mali         | Estádio de Oyem, Oyem       |
| 20:00         | Miya 70' | Relatório | Bissouma 73' | Árbitro: MTN Ali Lemghaifry |

## Fase final
|  | Quartas de final            | Quartas de final             |                             |       | Semifinais     | Semifinais     |  |  | Final                        | Final |
|  |                             |                              |                             |       |                |                |  |  |                              |       |
|  | 28 de janeiro – Libreville  |                              |                             |       |                |                |  |  |                              |       |
|  |                             |                              |                             |       |                |                |  |  |                              |       |
|  | Burquina Fasso              | 2                            |                             |       |                |                |  |  |                              |       |
|  | Burquina Fasso              | 2                            | 1 de fevereiro – Libreville |       |                |                |  |  |                              |       |
|  | Tunísia                     | 0                            |                             |       |                |                |  |  |                              |       |
|  | Tunísia                     | 0                            | Burquina Fasso              | 1 (3) |                |                |  |  |                              |       |
|  | 29 de janeiro – Port-Gentil |                              | Burquina Fasso              | 1 (3) |                |                |  |  |                              |       |
|  |                             | Egito (pen)                  | 1 (4)                       |       |                |                |  |  |                              |       |
|  | Egito                       | Egito (pen)                  | 1 (4)                       | 1     |                |                |  |  |                              |       |
|  | Egito                       |                              | 5 de fevereiro – Libreville | 1     |                |                |  |  |                              |       |
|  | Marrocos                    | 0                            |                             |       |                |                |  |  |                              |       |
|  | Marrocos                    | 0                            | Egito                       | 1     |                |                |  |  |                              |       |
|  | 28 de janeiro – Franceville |                              | Egito                       | 1     |                |                |  |  |                              |       |
|  |                             | Camarões                     | 2                           |       |                |                |  |  |                              |       |
|  | Senegal                     | Camarões                     | 2                           | 0 (4) |                |                |  |  |                              |       |
|  | Senegal                     | 2 de fevereiro – Franceville |                             | 0 (4) |                |                |  |  |                              |       |
|  | Camarões (pen)              | 0 (5)                        |                             |       |                |                |  |  |                              |       |
|  | Camarões (pen)              | 0 (5)                        | Camarões                    | 2     | Terceiro lugar | Terceiro lugar |  |  |                              |       |
|  | 29 de janeiro – Oyem        |                              | Camarões                    | 2     | Terceiro lugar | Terceiro lugar |  |  |                              |       |
|  |                             | Gana                         | 0                           |       |                |                |  |  |                              |       |
|  | RD Congo                    | Gana                         | 0                           | 1     | Burquina Fasso | 1              |  |  |                              |       |
|  | RD Congo                    |                              |                             | 1     | Burquina Fasso | 1              |  |  |                              |       |
|  | Gana                        | 2                            |                             | Gana  | 0              |                |  |  |                              |       |
|  | Gana                        | 2                            |                             |       | 0              |                |  |  |                              |       |
|  |                             |                              |                             |       |                |                |  |  | 4 de fevereiro – Port-Gentil |       |
|  |                             |                              |                             |       |                |                |  |  |                              |       |

### Quartas de final
| 28 de janeiro | Burquina Fasso           | 2 – 0     | Tunísia | Estádio de Angondjé, Libreville |
| 17:00         | Bancé 81' · Nakoulma 85' | Relatório |         | Árbitro: RSA Daniel Bennett     |

| 28 de janeiro | Senegal | 0 – 0 (pro) | Camarões | Estádio de Franceville, Franceville |
| 20:00         |         | Relatório   |          | Árbitro: ZAM Janny Sikazwe          |

|                                 |       | Penalidades                            |  |
| Koulibaly Mbodj Sow Saivet Mané | 4 – 5 | Moukandjo Oyongo Teikeu Zoua Aboubakar |  |

| 29 de janeiro | RD Congo   | 1 – 2     | Gana                            | Estádio de Oyem, Oyem        |
| 17:00         | M'Poku 68' | Relatório | J. Ayew 63' · A. Ayew 78' (pen) | Árbitro: SEY Bernard Camille |

| 29 de janeiro | Egito       | 1 – 0     | Marrocos | Estádio de Port-Gentil, Port-Gentil |
| 20:00         | Kahraba 88' | Relatório |          | Árbitro: GAB Eric Otogo-Castane     |

### Semifinal
| 1 de fevereiro | Burquina Fasso | 1 – 1 (pro) | Egito        | Estádio de Angondjé, Libreville |
| 20:00          | Bancé 73'      | Relatório   | M. Salah 67' | Árbitro: SEN Malang Diedhiou    |

|                                         |       | Penalidades                        |  |
| Al. Traoré Diawara Yago Koffi B. Traoré | 3 – 4 | Said Ramadan Hegazy M. Salah Warda |  |

| 2 de fevereiro | Camarões                            | 2 – 0     | Gana | Estádio de Franceville, Franceville |
| 20:00          | Ngadeu-Ngadjui 72' · Bassogog 90+3' | Relatório |      | Árbitro: GAM Bakary Gassama         |

### Disputa pelo 3º lugar
| 4 de fevereiro | Burquina Fasso | 1 – 0     | Gana | Estádio de Port-Gentil, Port-Gentil |
| 20:00          | Al. Traoré 89' | Relatório |      | Árbitro: ALG Mehdi Abid Charef      |

### Final
| 5 de fevereiro | Egito      | 1 – 2     | Camarões                    | Estádio de Angondjé, Libreville |
| 20:00          | Elneny 22' | Relatório | Nkoulou 59' · Aboubakar 88' | Árbitro: ZAM Janny Sikazwe      |

## Premiação
| Campeonato Africano das Nações de 2017 |
| Camarões                               |
| -------------------------------------- |
| CAMARÕES Campeão (5° título)           |

## Artilharia
| 3 gols (1) - COD Junior Kabananga 2 gols (11) - ALG Islam Slimani - ALG Riyad Mahrez - BFA Aristide Bancé - BFA Préjuce Nakoulma - CMR Michael Ngadeu-Ngadjui - COD Paul-José M'Poku - EGY Mohamed Salah - GAB Pierre-Emerick Aubameyang - GHA André Ayew - SEN Sadio Mané - TUN Naïm Sliti 1 gol (39) - ALG Sofiane Hanni - BFA Alain Traoré - BFA Bertrand Traoré - BFA Issoufou Dayo - CIV Serey Die | 1 gol (continuação) - CIV Wilfried Bony - CMR Benjamin Moukandjo - CMR Christian Bassogog - CMR Nicolas Nkoulou - CMR Sébastien Siani - CMR Vincent Aboubakar - COD Firmin Ndombe Mubele - COD Neeskens Kebano - EGY Abdallah Said - EGY Mahmoud Kahraba - EGY Mohamed Elneny - GNB Juary Soares - GNB Piqueti - GHA Asamoah Gyan - GHA Jordan Ayew - MAR Aziz Bouhaddouz - MAR Rachid Alioui - MAR Romain Saïss - MAR Youssef En-Nesyri | 1 gol (continuação) - MLI Yves Bissouma - SEN Henri Saivet - SEN Kara Mbodj - SEN Moussa Sow - SEN Papakouli Diop - TOG Kodjo Fo-Doh Laba - TOG Mathieu Dossevi - TUN Taha Yassine Khenissi - TUN Wahbi Khazri - TUN Youssef Msakni - UGA Farouk Miya - ZIM Knowledge Musona - ZIM Kudakwashe Mahachi - ZIM Nyasha Mushekwi - ZIM Tendai Ndoro Gols contra (2) - ALG Aïssa Mandi (para a Tunísia) - GNB Rudinilson (para Burkina Faso) |